# منير العلوشي
منير العلوشي (27 سبتمبر 1994 في هولندا - ) هو لاعب كرة قدم هولندي من أصل مغربي في مركز لاعب وسط لعب سابقاً في نادي العروبة السعودي.

## روابط خارجية
- منير العلوشي على موقع قاعدة بيانات كرة القدم.إي يو (الإنجليزية)
- منير العلوشي على موقع Soccerway.com (الإنجليزية)
- منير العلوشي على موقع عالم كرة القدم.نت (الإنجليزية)